# Caix
Caix é uma comuna francesa na região administrativa de Altos da França, no departamento de Somme. Estende-se por uma área de 11,95 km². Em 2010 a comuna tinha 730 habitantes (densidade: 61,1 hab./km²).